# Vänsterfotsbromsning

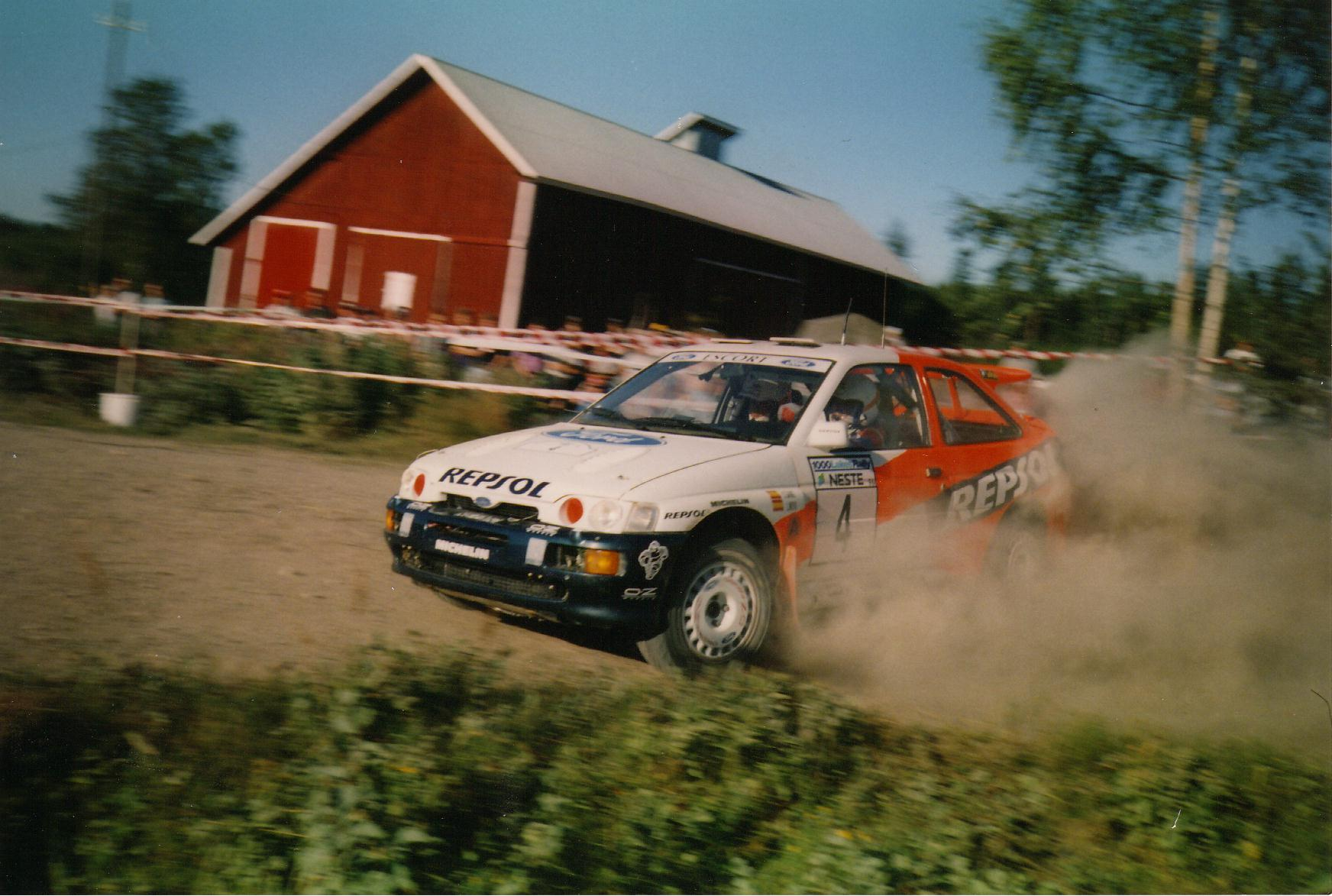
Vänsterfotsbromsning är vanligt i flera motorsporter

Ska inte förväxlas med Häl-och-tå, vilket är en annan körteknik.
Vänsterfotsbromsning är en körteknik som innebär att (tillfälligt) använda den vänstra foten för bromspedalen och den högra foten endast till gaspedalen. Detta till skillnad från vanlig praxis där vänsterfoten bara sköter kopplingspedalen och högerfoten sköter både bromspedal och gaspedal. 
Till fördelarna med vänsterfotsbromsning hör kortare tid mellan bromsning och gaspådrag, minskad risk för understyrning, samt att metoden innebär att föraren kan påverka fordonets viktfördelning. I bilar med turboöverladdad motor är ytterligare en fördel att turbotrycket kan hållas uppe även under bromsningen.
Tekniken används ofta i biltävlingar. Den kan i låg fart även användas i fordon med automatisk växellåda.

## Racing och rally
En vanlig situation där vänsterfotsbromsning kan vinna tid är hård kurvtagning. Om föraren då lyfter på gasen kan detta leda till understyrning. Vänsterfotsbromsning kan mildra understyrningen och hjälpa bilen att slå in bättre.
I rally är vänsterfotsbromsning en mycket värdefull teknik att behärska, särskilt på framhjulsdrivna fordon.
Tekniken är nära kopplad till handbromssladdning. Fordonet balanseras här av motorns kraft via gaspedalen, vilken sköts med högerfoten. Vänsterfoten är därmed fri att manövrera fotbromsen.

### Historia
Vissa svenskar är av uppfattningen att vänsterfotsbromsning uppfanns av vår rallystjärna Erik Carlsson "På taket". Den finske "rallyprofessorn" Rauno Aaltonen hävdar dock att han uppfann denna körteknik år 1958.

## Inte på allmän väg i bil utan automatisk växellåda
Vänsterfotsbromsning rekommenderas inte att användas vid körning på allmän väg.
Vissa rekommenderar vänsterfotsbromsning som rutin vid körning i låg fart med fordon utrustade med automatisk växellåda. Kritiker av tekniken menar dock att det kan orsaka förvirring vid byte till eller från ett fordon med en manuell växellåda, och att det kan vara svårt att bromsa mjukt för förare som är vana att hantera en kopplingspedal med vänsterfoten.

## I Rock 'n roll-kulturen
Rockstjärnan Sammy Hagar beskriver denna körteknik i sin hitlåt "I Can't Drive 55" på albumet VOA (1984). 